# Birkenwald
Birkenwald är en kommun i departementet Bas-Rhin i regionen Grand Est (tidigare regionen Alsace) i nordöstra Frankrike. Kommunen ligger i kantonen Marmoutier som tillhör arrondissementet Saverne. År 2018 hade Birkenwald 319 invånare.

## Befolkningsutveckling
Antalet invånare i kommunen Birkenwald
| Referens: INSEE |